# Glomeris klugii
Glomeris klugii (лат.) — вид многоножек-броненосцев из семейства сверташек (Glomeridae). Вид очень изменчив по окраске, выделено более 40 разновидностей, вариететов, морф и подвидов, каждый из которых имеет уникальную окраску. Разнообразие окраски G. klugii может быть визуально привлекательным, а некоторые виды ограничены географически, что привело к появлению многочисленных таксономических синонимов.

## Описание
Glomeris klugii отличается широким спектром цветовых вариаций. Существует множество цветовых морф и подвидов, каждый из которых обладает уникальным цветовым рисунком. Основной цвет вида обычно варьирует от светло-коричневого до красного, при этом многие особи имеют ярко окрашенный хитин и отчетливый мраморный рисунок. Однако наличие черных пятен на теле варьирует: у одних особей пятна сливаются в более крупные пятна, у других образуют сплошной и полностью чёрный цвет. G. klugii достигает длины около 13,5 мм и ширины до 6,25 мм. Телоподы демонстрируют синкоксит с небольшими изменениями формы центральной доли и деликатно раздвоенными коксальными рогами. У G. klugii также отсутствует основная полоса на грудном щитке.

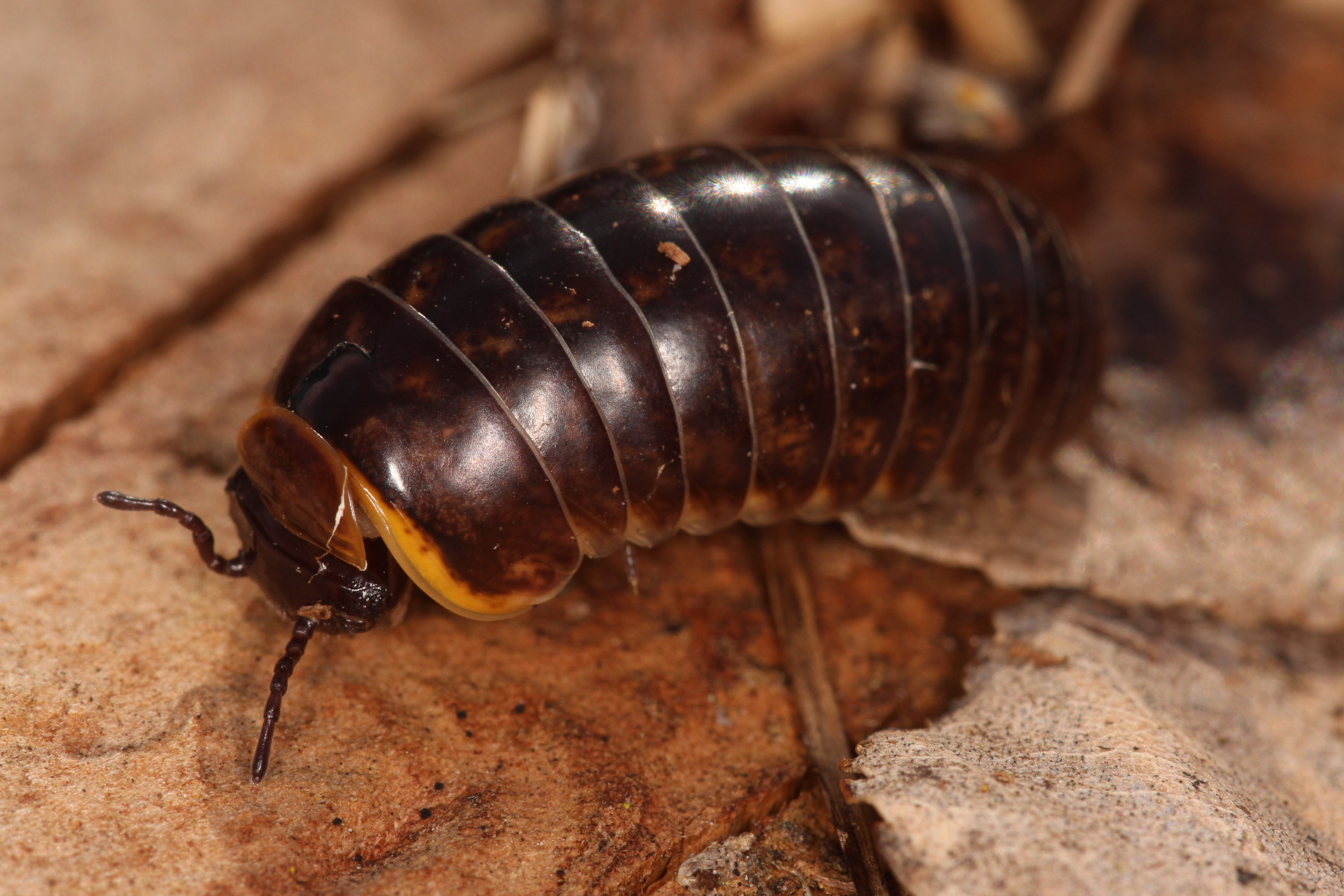
Цветовой вариант

## Среда обитания
Glomeris klugii обитает в лесах на склонах, где предпочитает известковые почвы. Отдельные особи встречаются в лесной подстилке среди листвы и под камнями. Известно, что лесные местообитания состоят из деревьев родов клен (Acer), каштан (Castanea), ясень (Fraxinus).

## Распространение
Glomeris klugii встречается по всей Европе и Северной Африке. В Европе вид обитает в Австрии, Германии, Италии и Хорватии. В Северной Африке этот вид встречается в Алжире и Тунисе.